# Shadow of the Beast (jeu vidéo, 2016)
Pour les articles homonymes, voir Shadow of the Beast (homonymie).
Shadow of the Beast est un jeu d'action-aventure développé par Heavy Spectrum Entertainment Labs et publié par Sony Interactive Entertainment pour la PlayStation 4 en 2016. Il s'agit d'un remake du jeu de 1989 du même nom.

## Gameplay
Le gameplay de Shadow of the Beast combine des éléments de plate-forme et d'action, avec l'introduction d'un système de combos . Les joueurs doivent vaincre les ennemis. Ceci peut être réalisé en contre-attaquant pour les abattre ; les ennemis armés de boucliers doivent être esquivés pour les vaincre. Il comporte une barre de santé traditionnelle, des combos à travers des événements rapides, des pièges et des énigmes. Le jeu propose le défilement parallaxe du titre original, en utilisant des éléments 3D,.
Le jeu original Shadow of the Beast est inclus dans le remake en tant qu'extra déverrouillable. Un mode "vies infinies" a été ajouté pour rendre le jeu original plus facile à jouer .

## Histoire
Le jeu suit l’histoire de son prédécesseur. Le joueur contrôle Aarbron, un septième né d’un septième enfant, qui est né si fort que Maletoth, un faucheur d’esprits, a vu en lui le potentiel de détenir un grand pouvoir. Maletoth kidnappe Aarbron. Alors que la mère d’Aarbron mène la recherche de son fils, périssant dans le processus, Maletoth amène Aarbron à la Porte des Âmes, où il a ordonné au Conseil des Mages de corrompre Aarbron par la magie. Aarbron devient la Bête, un monstrueux guerrier-serviteur manipulé par Maletoth afin de conquérir le monde grâce au pouvoir de la Bête.
Plus tard, Maletoth apprend l’existence d’un autre enfant, alors il charge le mage Zelek de kidnapper cet enfant en utilisant la Bête. Pendant ce temps, le père d’Aarbron s’était tourné vers les Seekers, un groupe de personnes dévouées à arrêter Maletoth. Les chercheurs découvrent le plan de Maletoth qui veut créer une deuxième Bête et devenir imparable. Les chercheurs trouvent l’enfant avant Zelek dans le but de la protéger de Maletoth. Cependant, Zelek apprend ce plan et utilise la Bête pour massacrer toutes les personnes impliquées dans la protection de l’enfant, y compris le père d’Aarbron.
Tuer son père réveille Aarbron. Il poursuit Zelek, qui avait trouvé refuge dans les terres des Dryades et donné l’enfant à la reine du pays. La reine envoie l’enfant à Maletoth alors qu’elle tente en vain de tuer la bête. Maletoth transforme l’enfant en une nouvelle Bête, en lui ordonnant la destruction d’Aarbron.
Aarbron se rend au château d’Hydrath afin de vaincre Hidrath et d’entrer dans le portail qui mène à Maletoth. La Sentinelle, une autre création de Maletoth qui cherche à se venger, voit en Aarbron le pouvoir d’affronter enfin Maletoth et l’aide dans cette quête. La Sentinelle amène la Bête au Cimetière des Déchus afin qu’elle puisse canaliser l’âme qui y est piégée et gagner du pouvoir. Renforcé par ces âmes, Aarbron bat Maletoth, prenant son pouvoir pour le sien.

## Développement
Shadow of the Beast a été annoncé sur PlayStation 4 lors de la gamescom . La première bande-annonce a été révélée, ainsi que l'annonce que Heavy Spectrum Entertainment Labs serait le développeur du jeu. Durant l'E3 2015, les premiers images du gameplay ont été dévoilé. Le jeu est sorti le 17 mai 2016.
Le jeu utilise l’Unreal Engine 4 comme technologie de moteur sous-jacente et Audiokinetic Wwise pour l’audio.

## Accueil
| Scores              | Scores |
| ------------------- | ------ |
| Metacritic          | 64/100 |
| Publication diverse |        |
| GameSpot            | 5/10   |
| IGN                 | 7.6/10 |
| Metro               | 8.10   |

Shadow of the Beast a reçu des « critiques mitigées ou moyennes », selon le critiqueur Metacritic. IGN lui a attribué une note de 7,6 sur 10, déclarant : « Des combats sanglants et élégants et une ambiance d’un autre monde font de Shadow of the Beast un remake réussi du classique Amiga. »  Écrivant pour Metro, David Jenkins a décrit le jeu comme s’inspirant de l’art et du concept de l’original quelque peu défectueux et le mariant avec des influences de jeux d’action modernes, tels que Castlevania : Lords of Shadow et Heavenly Sword, pour créer quelque chose de plus grand que son propre héritage. GameSpot lui a attribué une critique, plus tôt, négative de 5 sur 10, déclarant que « Pour un remake, ce n’est pas un bon signe que la meilleure partie moderne de Shadow of the Beast est de revisiter le jeu qui l’a inspiré.